# Robert de Pinho de Souza
Robert de Pinho de Souza (Salvador, 27 de febrer de 1981), és un futbolista brasiler, que ocupa la posició de davanter. Ha estat internacional en categories inferiors amb la selecció del Brasil.

## Trajectòria
Comença la seua carrera professional al Botafogo de Ribeirão Preto on va jugar el 2001. Es trasllada l'any següent al AD São Caetano, equip en el qual milita fins a mitjan 2003, quan marxa a l'Spartak de Moscou rus. A la temporada següent hi retorna a Amèrica, al mexicà F.C. Atlas A.C.. Realitza un gran paper al Clausura 2004, marcant 16 gols en 21 partits. Ho repeteix a l'Apertura següent, que permet a l'Atlas aplegar a les semifinals de la lligueta.
El gener del 2005 és fitxat pel PSV Eindhoven per 2 milions d'euros. Hi fa 32 aparicions de lliga, marcant set gols. Durant el partit de la Champions corresponent a quarts de final contra l'Olympique de Lió, marca un gol decisiu que classifica el seu equip per a semifinals, on cauria davant l'AC Milà.
El conjunt neerlandès el cedeix al Reial Betis per dos anys, arribant al gener del 2006 al club sevillà. Eixe any ajuda, amb set gols, a què el Betis perda la categoria. La lesió d'altre davanter, Ricardo Oliveira, fa que el seu paper dins el conjunt sevillà augmente, sent el màxim golejador del club. Al seu segon any al Betis, fa 9 gols en 29 partits.
L'estiu del 2007 deixa el Betis i fitxa per l'exòtic Al-Ittihad d'Aràbia Saudí. El 4 de desembre de 2007 retorna al futbol mexicà per militar al CF Monterrey. Posteriorment hi jugaria amb altres conjunts mexicans: Tecos i Amèrica.
El 2009 retorna al seu país, per formar amb l'SE Palmeiras.